# Drzewo (informatyka)

Przykładowe drzewo binarne

Drzewo – struktura danych reprezentująca drzewo matematyczne. W naturalny sposób reprezentuje hierarchię danych (obiektów fizycznych i abstrakcyjnych, pojęć, itp.) jest więc stosowane głównie do tego celu. Drzewa ułatwiają i przyspieszają wyszukiwanie, a także pozwalają w łatwy sposób operować na posortowanych danych. 
Znaczenie tych struktur jest bardzo duże i ze względu na swoje własności drzewa są stosowane praktycznie w każdej dziedzinie informatyki (np. bazy danych, grafika komputerowa, przetwarzanie tekstu, telekomunikacja, serwery).

## Budowa drzewa
Drzewa składają się z wierzchołków (węzłów) oraz łączących je krawędzi. Jeśli drzewo nie jest puste, tzn. liczba wierzchołków jest większa od zera, jeden z nich jest wyróżniony i nazywany korzeniem drzewa; na rysunku jest oznaczony literą F.
Ciąg krawędzi łączących węzły nazywa się ścieżką. Istnieje dokładnie jedna ścieżka łącząca korzeń z każdym pozostałym wierzchołkiem.
Liczba krawędzi w ścieżce od korzenia do węzła jest nazywana długością – liczba ta określa poziom węzła. Wysokością drzewa jest największy poziom istniejący w drzewie. Np. korzeń znajduje się na 0. poziomie, węzły A, D i I na poziomie 2.; wysokość drzewa to 3.
Wszystkie wierzchołki połączone z danym wierzchołkiem, a leżące na następnym poziomie są nazywane dziećmi tego węzła (np. dziećmi wierzchołka F są B i G, natomiast wierzchołka B: A i D). Wierzchołek może mieć dowolną liczbę dzieci, jeśli nie ma ich wcale nazywany jest liściem. Liśćmi w przykładowym drzewie są A, C, E, H.
Wierzchołek jest rodzicem dla każdego swojego dziecka. Każdy węzeł ma dokładnie jednego rodzica, wyjątkiem jest korzeń drzewa, który nie ma rodzica.
Specjalne znaczenie w informatyce mają drzewa binarne, w których liczba dzieci ograniczona jest do dwóch. Szczególnie popularne są BST i ich różne odmiany, np. drzewa AVL, drzewa czerwono-czarne.
Drzewa które posiadają więcej niż dwoje dzieci są nazywane drzewami wyższych rzędów, np. drzewo trie, drzewo trójkowe, B-drzewo.
Lista może być rozpatrywana jako szczególny przypadek drzewa, gdzie każdy rodzic ma co najwyżej jedno dziecko (drzewo pierwszego rzędu).

## Operacja na drzewach
Podstawowe operacje na drzewach to:
- wyliczenie wszystkich elementów drzewa,
- wyszukanie konkretnego elementu,
- dodanie nowego elementu w określonym miejscu drzewa,
- usunięcie elementu.

Pod pojęciem przechodzenia drzewa rozumie się odwiedzanie kolejnych wierzchołków, zgodnie z zależnościami rodzic-dziecko. Jeśli przy przechodzeniu drzewa na wierzchołkach są wykonywane pewne działania, to mówi się wówczas o przechodzeniu:
- preorder - gdy działanie jest wykonywane najpierw na rodzicu, następnie na dzieciach;
- postorder - gdy działanie jest wykonywane najpierw na wszystkich dzieciach, na końcu na rodzicu.

W przypadku drzew binarnych (oraz pewnych innych typów drzew) istnieje jeszcze metoda inorder, gdzie najpierw wykonywane jest działanie na jednym z dzieci, następnie na rodzicu i na końcu na drugim dziecku.
Jeśli działaniem byłoby wypisanie liter przechowywanych w węzłach przykładowego drzewa, to przy przechodzeniu drzewa metodą preorder otrzymamy F, B, A, D, C, E, G, I, H, natomiast przy przechodzeniu drzewa metodą postorder: A, C, E, D, B, H, I, G, F.

## Reprezentacja drzew
Fizycznie drzewa są reprezentowane za pomocą struktur wiązanych – ogólnie pojedynczy wierzchołek przechowuje dane oraz dowiązania do swoich dzieci. W szczególności jeśli drzewo jest zapisane w tablicy (patrz: kopiec), to dzieci są wskazywane przez konkretne indeksy; jeśli drzewo jest budowane na stercie (w językach C, C++, Pascal i podobnych), wówczas dowiązania są wskaźnikami.
Przykład definicji typu drzewa binarnego, w którym dane występują tylko na liściach (OCaml):
```
type
 
'
a
 
Drzewo
 
=
 
Lisc
 
of
 
'
a
 
|
 
Wezel
 
of
 
'
a
 
Drzewo
 
*
 
'
a
 
Drzewo

```

Przykład definicji typu drzewa binarnego, w którym dane (napisy) występują w każdym węźle (język C):
```
struct
 
drzewo
 
{

	
struct
 
drzewo
 
*
lewy_syn
;

	
struct
 
drzewo
 
*
prawy_syn
;

	
char
 
*
dane
;

};

```